# Jack Rabbit
Jack Rabbit è un videogioco d'azione per arcade edito nel 1984 dalla Zaccaria. Se si esclude Shooting Gallery, titolo pubblicato lo stesso anno, questo è l'ultimo gioco originale prodotto dall'azienda italiana prima di abbandonare per sempre il settore dei videogiochi e di concentrarsi solo sui flipper.
Il videogioco prende nome dal protagonista, Jack Rabbit, un coniglio. Sia Jack sia i nemici sembrano essere ispirati nel character design ai protagonisti animati del lungometraggio della Disney I racconti dello zio Tom.

## Modalità di gioco
Il gameplay consiste nel controllare Jack, un coniglio antropomorfo affamato che cerca di raccogliere carote. Il gioco si articola in tre livelli, introdotti con una prospettiva isometrica, caratterizzati da un terreno suddiviso in tasselli che possono essere normali, contenere carote o presentare buche. Jack Rabbit si muove effettuando piccoli balzi tra un tassello e l'altro (può saltare anche di due spazi), con l'obiettivo di recuperare tutte le carote presenti, evitando un orso ed una volpe che piazzano bombe o altri ostacoli. Se Jack è colpito da un ostacolo, o viene catturato dai nemici, o precipita in una buca, perde una vita; una volta terminate tutte le vite disponibili, la partita finisce. Dopo aver completato il terzo livello, la sessione ricomincia daccapo con una difficoltà aumentata, caratterizzata da nemici più veloci, più ostacoli, un maggior numero di carote da raccogliere e alcuni cambiamenti nello scenario.